# Shigeo Nakata
Shigeo Nakata (中田 茂男 (?); 16 ottobre 1945) è un ex lottatore giapponese, specializzato nella lotta libera.

## Palmarès

### Olimpiadi
- 1 medaglia:
  - 1 oro (Città del Messico 1968 nei pesi mosca)